# Lupinus
Lupinus és el nom d'un gènere de plantes amb flor de la tribu Genisteae de la família de les Fabaceae.

## Descripció
Plantes anuals, fixadores de nitrogen amb fulles palmades dividides segons les espècies entre 5 i 16 foliols, arrel pivotant profunda. Contràriament a la majoria de les lleguminoses, són plantes de terrenys àcids.

## Taxonomia

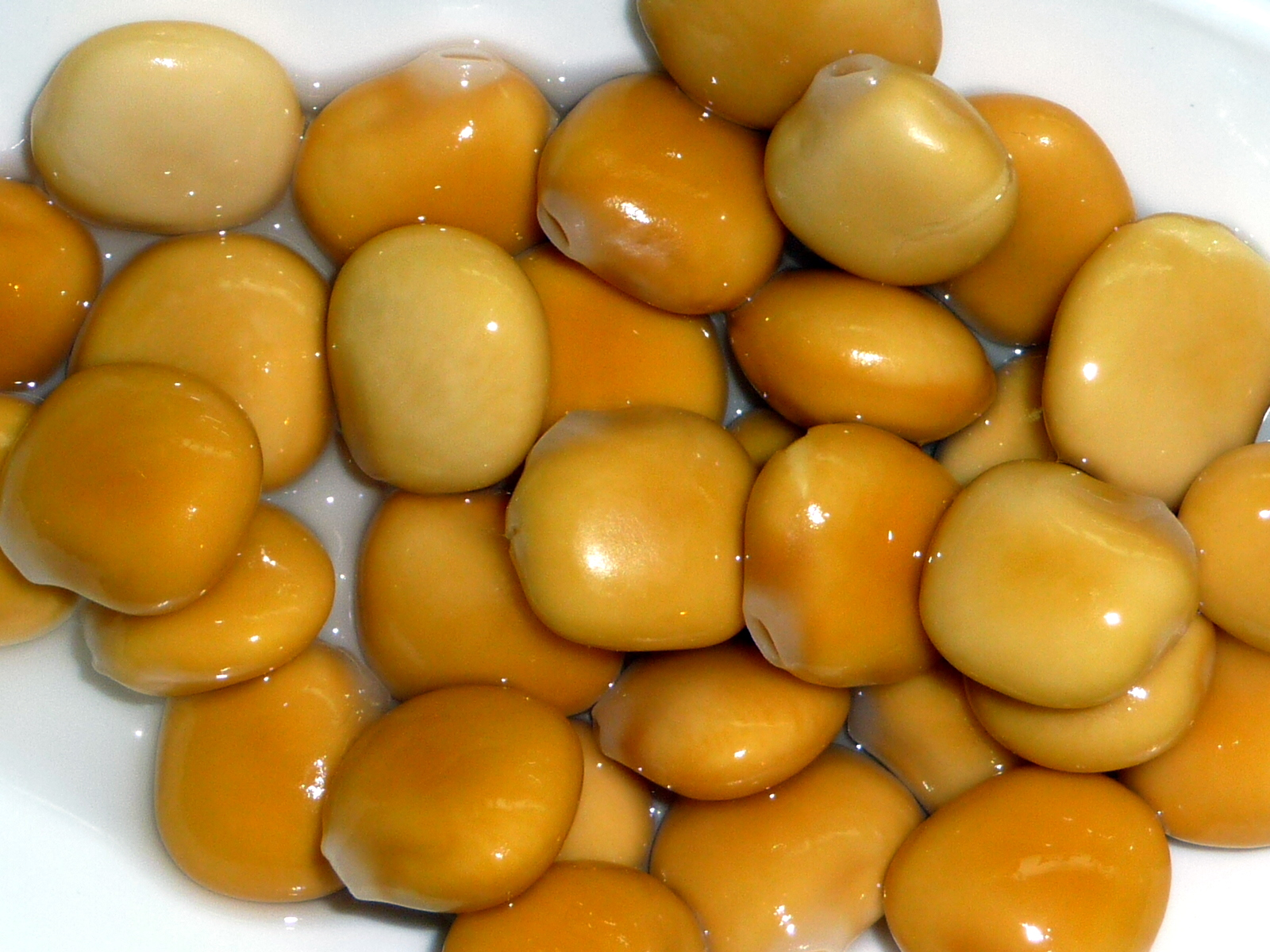
Tramussos

Les espècies de llobí autòctones als Països Catalans són: Lupinus polyphyllus, Lupinus micranthus,(llobí hirsut) Lupinus angustifolius (llobí bord) i Lupinus mariae-josephi aquest endèmic del País valencià. A més es troben cultivades Lupinus albus (llobí ver), Lupinus luteus (llobí groc) i Lupinus varius (llobí pilós). El Lupinus angustifolius es conrea sobretot al nord d'Europa.
Certes espècies de llobins són comestibles. També s'utilitzen com a plantes farratgeres i ornamentals. La majoria de les espècies de Lupinus tenen llavors amb un considerable valor proteínic (43%), una bona proporció de fibra (25,5%) i una adequada quantitat de sucres (13,5%) i sals minerals — principalment cobalt, fòsfor i potassi (5,5%).
El tramús blanc (Lupinus albus) i el groc (Lupinus luteus) són lleguminoses conreades d'importància secundària. Tenen un fruit pla que, en varietats obtenudes artificialment per creuament, es conreen per fer pinsos per al bestiar. El gra d'aquestes varietats conreades pobres en alcaloides (tòxics), a la gastronomia de la mediterrània occidental (península Ibèrica, Itàlia, Balears, Còrsega, etc.) es menja com a aperitiu o per picar, tradicionalment bullit o marinat en salmorra o escabetx. Els tramussos blanc i groc salvatges, en canvi, són de gust amarg i, menjats en grans quantitats, tòxics per al bestiar i els humans, i poden provocar estats alterns de sobreexcitació i depressió nerviosa.
Hi han entre 200 i 600 espècies reconegudes, segons l'autoritat que hom prengui com a referència. Entre aquestes cal mencionar:
- Lupinus albus - Llobí, tramús blanc, llobí (o lupí) blanc. L'usat als Països Catalans per a conrear els tramussos.
- Lupinus angustifolius - Tramús bord, tramusser bord, llobí bord, llobí pilós o tramús salvatge. Present a la costa de Catalunya i a València. En altres països es cultiva per a usos alimentaris i medicinals.
- Lupinus arboreus
- Lupinus luteus - Llobí groc, tramús groc o lupí groc; molt habitual en estat salvatge a la mediterrània occidental.
- Lupinus mariae-josephi - Tramús endèmic del País Valencià
- Lupinus micranthus - Llobí hirsut, llobí pelut o veça borda. Als Països Catalans és present a Girona i Menorca.[5]
- Lupinus mutabilis
- Lupinus nootkatensis
- Lupinus polyphyllus
- Lupinus regalis
- Lupinus texensis
- Lupinus tidestromii

## Galeria d'imatges

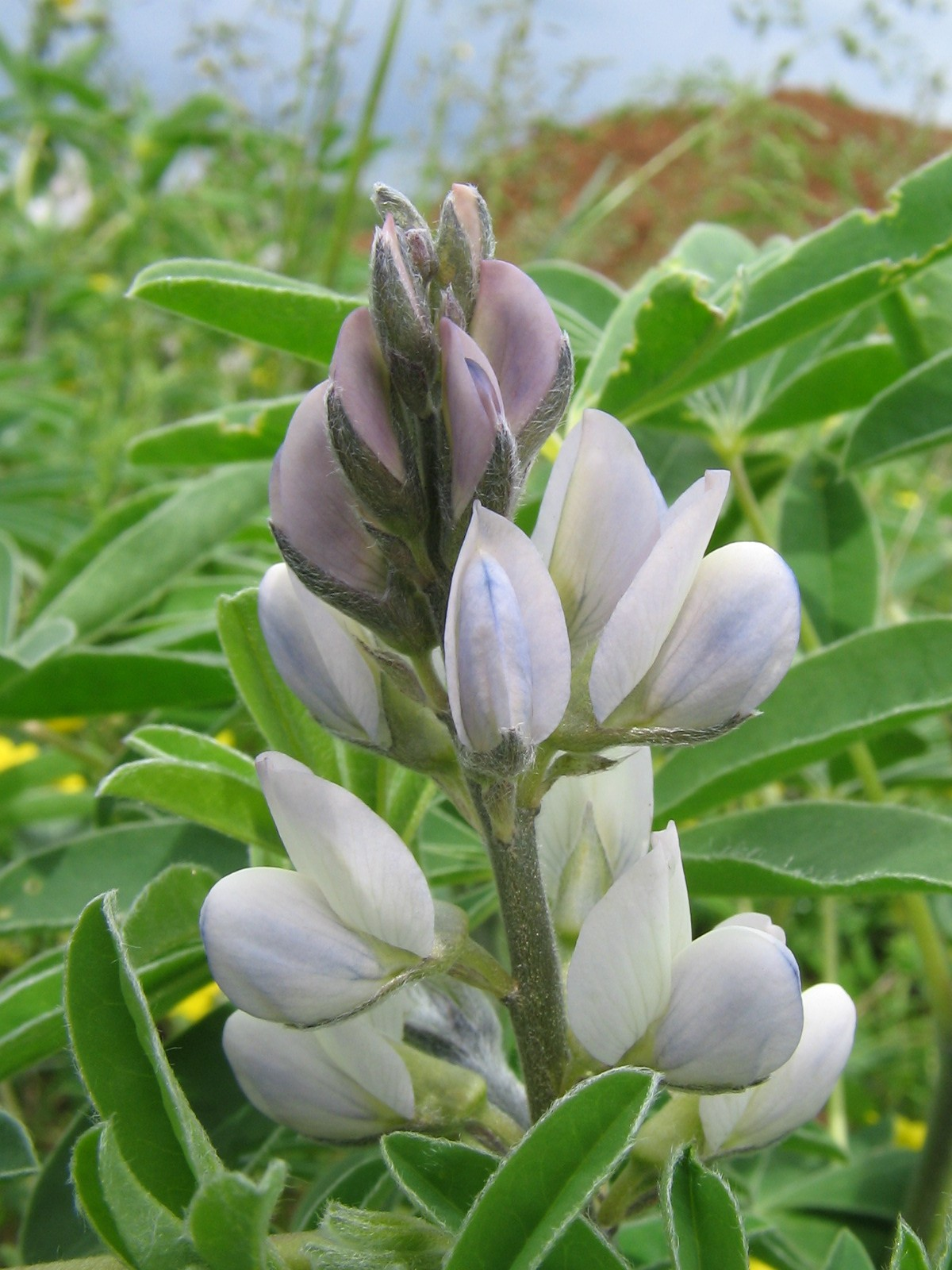
El llobí blanc té flors blanques o blavoses d'olor agradable.
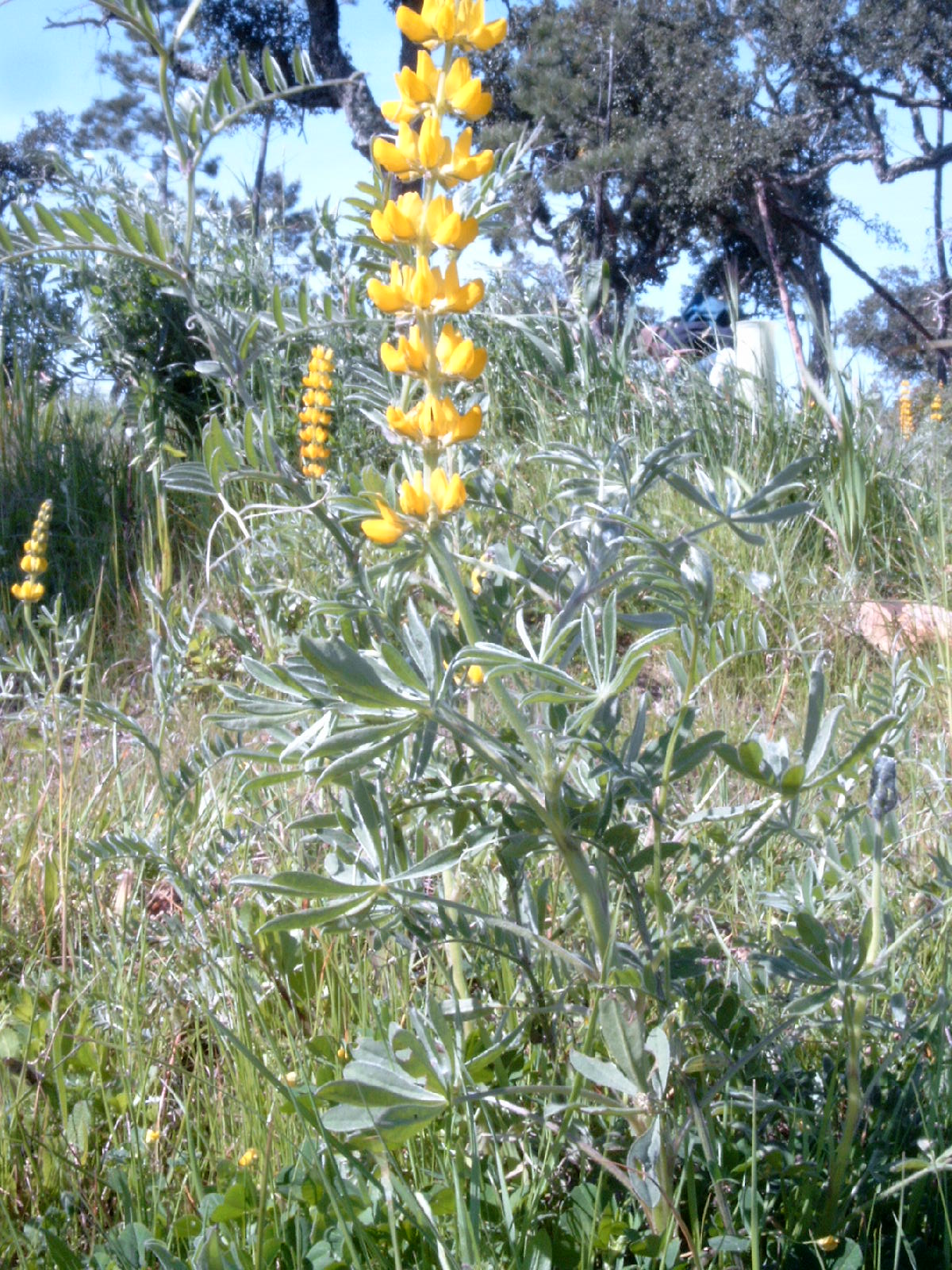
El llobí groc té flors grogues molt oloroses
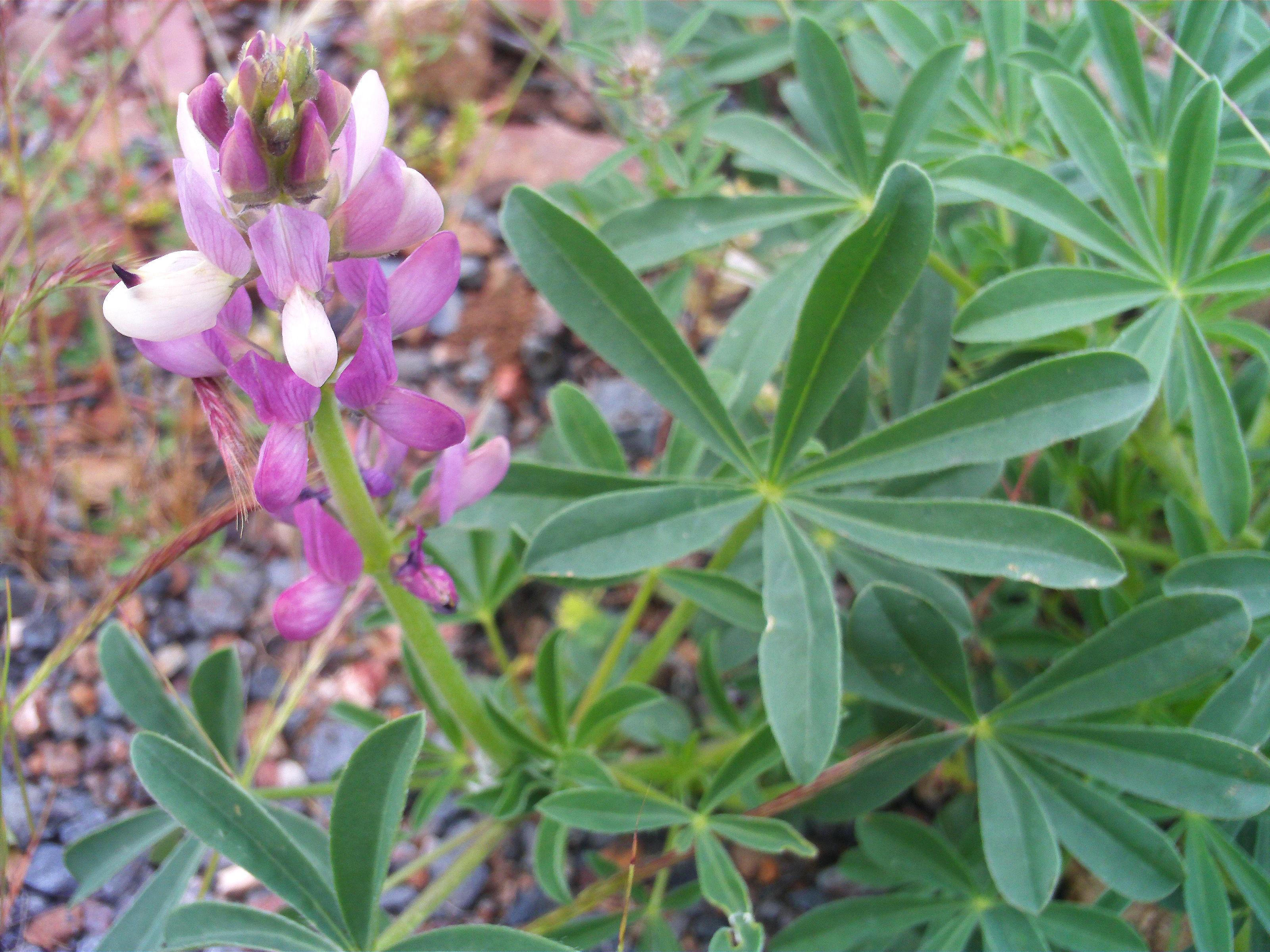
El Lupinus hispanicus és endèmic de la meitat occidental de la península Ibèrica.
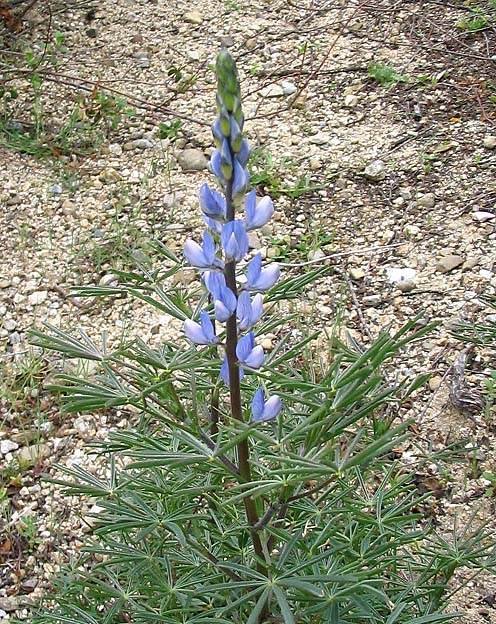
El llobí bord o salvatge (Lupinus angustifolius) té flors blaves i viu a Catalunya i alguns indrets del País Valencià.
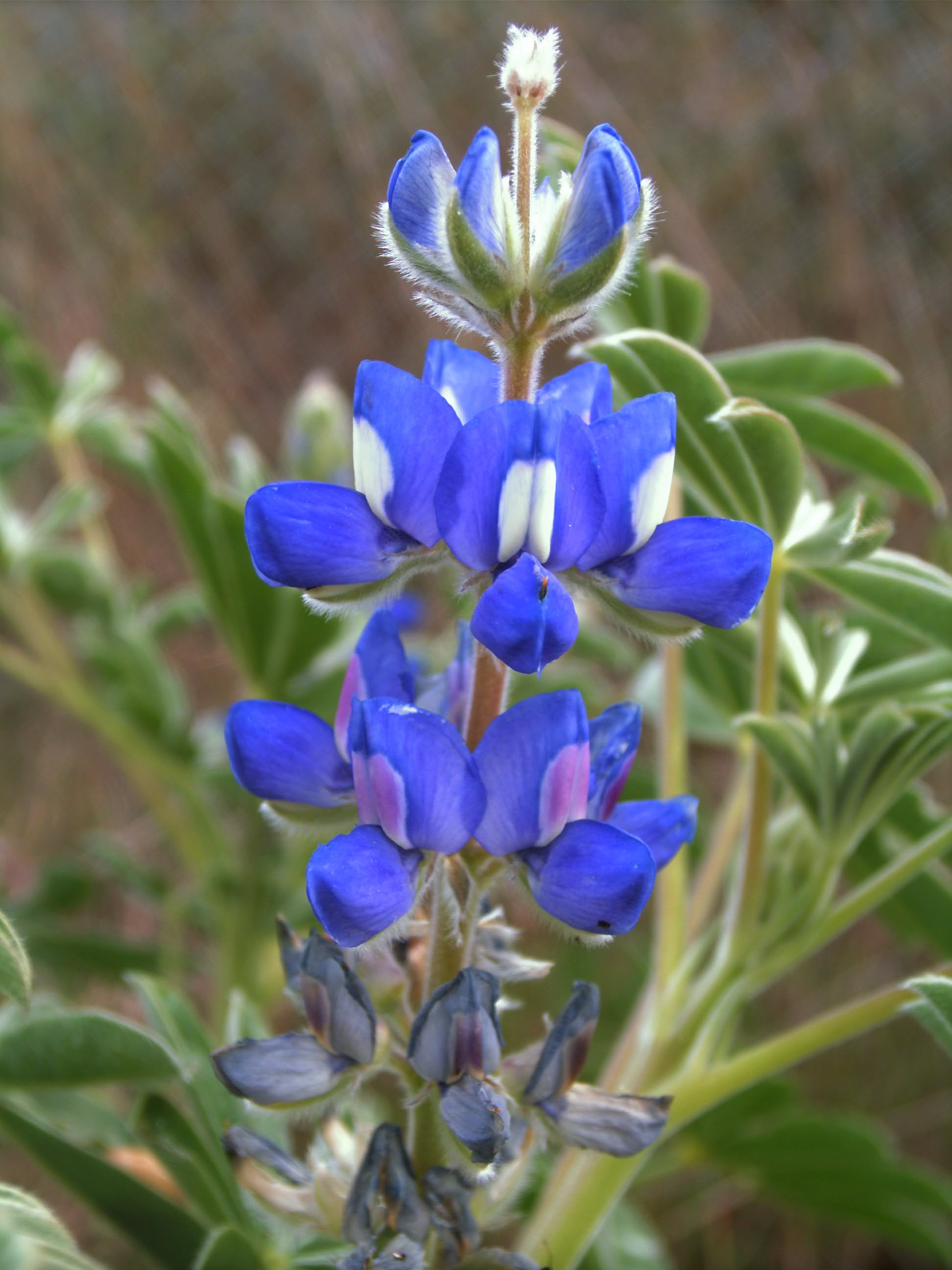
El llobí hirsut, de flor d'un color blau molt brillant, creix de manera salvatge a Menorca, Girona i altres indrets de la costa mediterrània. La majoria d'espècies conegudes de 'Lupinus' són de color blau, lila o violaci.
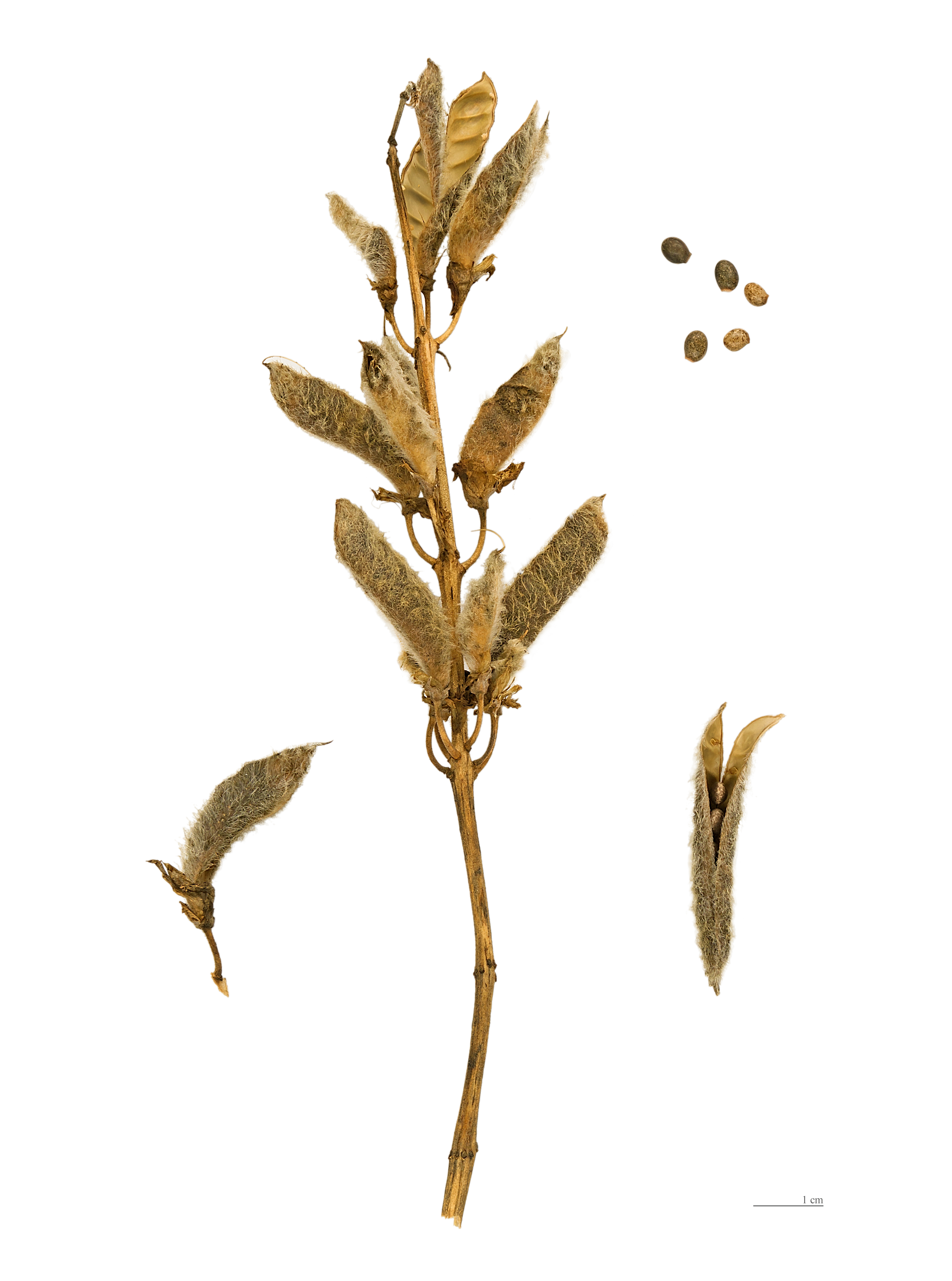
Fruits i llavors